# Hirsutipes intensior
Hirsutipes intensior är en fjärilsart som beskrevs av Rothschild 1916. Hirsutipes intensior ingår i släktet Hirsutipes och familjen nattflyn. Inga underarter finns listade i Catalogue of Life.